# 24850 Biagiomarin
24850 Biagiomarin è un asteroide della fascia principale. Scoperto nel 1995, presenta un'orbita caratterizzata da un semiasse maggiore pari a 2,3280033 au e da un'eccentricità di 0,1299602, inclinata di 5,72583° rispetto all'eclittica.